# 高嶺村
高嶺村（たかみねそん）は、かつて沖縄県（戦後は琉球政府）島尻郡にあった村で、現在の糸満市中部に位置する。
1908年の島嶼町村制施行で高嶺間切から高嶺村となった。1961年に北に隣接する（旧）糸満町・兼城村と南に隣接する三和村と合併し（新）糸満町となり消滅。現在は旧村内一帯を高嶺地域として糸満市の一地域として位置づけられている。村の中心部は字大里だった（2006年に南城市に合併された旧大里村の大里とは別）。

## 沿革
かつてこの地域は高嶺間切で、古くはしもしましり、島尻大里間切と呼ばれていた。琉球王国時代、大里に南山城があり沖縄本島南部一帯を支配していた。また、混同を避けるため南山城がある大里を「島尻大里」、大里城がある大里（現在の南城市大里と与那原町）を「島添大里」と呼ぶことになり、島尻大里間切は1667年に高嶺間切に改称した（島添大里間切は大里間切）。
高嶺間切は1896年に島尻郡に編入。1908年の島嶼町村制施行で高嶺村となった。村役場は南山城に近い大里に置かれた。サトウキビ中心の農業が盛んで、東風平との村境に近い与座には製糖工場があった。1923年には沖縄県営鉄道糸満線が開通し、村内にも高嶺駅が設置され、県都那覇や海人（うみんちゅ）の街である糸満とを結んでいた。
沖縄戦では1500人余が犠牲になったが、引き続き村役所を大里におき、村として戦後復興に努めた。しかし行財政力に乏しかったことから、財政力の強化と行政運営の合理的・能率的から1961年10月1日に（旧）糸満町・兼城村・三和村と合併し（新）糸満町となり、高嶺村は消滅した。合併後、村役所は糸満町高嶺支所となったが数年後に廃止され、庁舎は高嶺農協（のちにJA糸満市高嶺支所→JAおきなわ糸満支店に統合し廃止）の庁舎として使用された。糸満町は1971年12月1日に市に昇格し糸満市となった。

## 地域
- 大里（おおざと）
- 国吉（くによし）
- 豊原（とよはら）
- 真栄里（まえざと）
- 与座（よざ）

## 隣接していた自治体
- 糸満町（現在の糸満市糸満）
- 兼城村（現在の糸満市）
- 三和村（現在の糸満市、戦前は真壁村だった）
- 東風平村（現在の八重瀬町）

## 名所・旧跡
- 南山城跡
- 嘉手志川（湧き水）
- 沖縄戦跡国定公園（復帰前は政府立公園）　真栄里に白梅の塔など慰霊碑がある

## 現在の糸満市高嶺地域
かつて村の中心だった大里は次第に中心部としての機能は衰退し、現在では郵便局を残すのみとなった。それでも琉球王国時代南山繁栄を支えた湧水・嘉手志川には夏を中心に涼を求める人や、今でも子供たちの遊び場だけでなく、洗濯場として利用する人もいるという。また、大里を通過する路線バスは今でも旧村役所付近は県道を通らず、旧役所を経由している。
農業が盛んなのは今でも変わらないが、隣接する糸満・西崎・兼城地区とは異なり、那覇市のベッドタウンとして住宅が増えているのは真栄里や大里の各一部にとどまっている。それでも道路網の整備は進んでおり、国道や県道を中心に那覇市と市内の三和地域（旧三和村）の南部戦跡とを結ぶ観光道路としての機能を果たしている。また、旧村内にも白梅の塔など、沖縄戦の慰霊碑が建立されている。
1970年代末期に松下電器産業（現、パナソニック）が真栄里に工場建設計画があったものの、本土から離れている地理的理由から計画を断念。メーカー側が建設予定地を譲渡し、そこに1982年、沖縄県立南部病院・糸満市救急診療所・糸満市社会福祉センターが完成した。しかし1990年代後半になり周辺市町の大規模病院が夜間救急体制を拡充し始めたため、2002年に救急診療所は閉鎖、また、大規模病院が充実してことから県の病院経営が悪化。2006年に南風原町に沖縄県立南部医療・こども医療センター開院したのと同時に南部病院を県から民間の医療法人「友愛会」に移譲し「友愛会南部病院」として再スタートするが、2020年に病院の機能を豊見城市の「豊見城中央病院」に移し閉院。これにより40年近くにわたって地域医療を支えた大規模病院は市内から事実上なくなり、病院の土地は糸満市土地開発公社が取得したうえで市などで再開発が行われる予定。
1990年には市中心部の糸満漁港近くにあった市の消防本部が大里の県道沿いに移転したほか、そして1997年には市中央図書館が真栄里に完成し、公共機関も市の中心に近い大里や真栄里も設置されるようになった。さらに1990年代末期から西崎に次ぐ、大規模な埋め立て事業が字糸満の南側・真栄里の西側で進められ、2001年に完成。名称を潮崎町とした。2002年には旧庁舎の老朽化と沖縄西海岸道路糸満道路建設のため、市役所が潮崎町に移転した。今後は潮崎町の開発とともに字真栄里が大きく変貌するのと思われる。

### 交通

#### 道路
- 国道331号（国道507号重複）
  - 沖縄西海岸道路糸満道路
  - 名城バイパス
- 沖縄県道77号糸満与那原線（主要地方道）
- 沖縄県道7号奥武山米須線
- 沖縄県道52号線
- 沖縄県道54号線
- 沖縄県道250号糸満具志頭線

#### 路線バス
- 34番・糸満（東風平）線（沖縄バス）　高嶺入口 - 県道77号 - 県道52号 - 国道507号（南風原・国場方面）
- 36番・糸満 - 新里線（沖縄バス） 高嶺入口 - 県道77号 - 南城大里・与那原方面
- 81番・西崎向陽高校線（琉球バス交通）　高嶺入口 - 大里 - 県道250号（具志頭方面）
- 82番・糸満玉泉洞線（琉球バス交通）　糸満ロータリー - 国道331号（平和祈念公園・具志頭方面）
- 107番＆108番・南部循環線（琉球バス交通）　潮崎→高嶺入口→大里→真壁→米須→喜屋武→真栄里→潮崎→西崎（107番。108番はその逆）
- 446番・那覇糸満線（那覇バス）　糸満営業所 - 糸満ロータリー - 高嶺入口 - 県道7号（豊見城・那覇方面）
- いとちゃんmini国吉線　真栄里→国吉→大里→高嶺入口→糸満市役所前（平日朝2便のみ）[注釈 1]

### 学校
- 糸満市立高嶺小学校
- 糸満市立高嶺中学校

### 主要施設
- 糸満郵便局（真栄里、1970年代末期に現在の糸満新島郵便局から移転、1995年に建替え）
- 糸満市消防本部（字大里、1990年に字糸満から移転）
- 糸満市中央図書館（真栄里）
- 糸満市学校給食センター（大里）
- 糸満市社会福祉センター（真栄里）
- 那覇バス糸満営業所（真栄里、446番の那覇糸満線の起点）
- 自衛隊与座駐屯地
- FMたまん（コミュニティFM）送信所（与座岳）
- パームヒルズゴルフリゾート

かつてあった主要施設
- 友愛会南部病院（真栄里、1982年 - 2006年3月は沖縄県立南部病院で、2020年に豊見城市の「豊見城中央病院」にその機能を移転し閉院）